# Luis Neyra León
Luis Ernesto Neyra León (Castilla, 15 de agosto de 1980) es un político peruano. Actualmente es gobernador regional de Piura desde el 2023.
Es bachiller en Derecho y Ciencias Políticas por la Universidad Nacional de Piura. Fue asesor de la municipalidad provincial de Piura.
En el 2022 postuló a la gobernación regional de Piura por el Contigo Región. Fue electo gobernador luego de derrotar en segunda vuelta al candidato Reynaldo Hilbck Guzmán.